# Tetherow
Tetherow az Amerikai Egyesült Államok északnyugati részén, Oregon állam Deschutes megyéjében, Bend nyugati határán elhelyezkedő statisztikai- és önkormányzat nélküli település. A 2010. évi népszámláláskor 45 lakosa volt. Területe 5,46 km², melynek 100%-a szárazföld.
A közösség a bendi statisztikai körzet része.

## Népesség
A 2010-es népszámláláskor  45 lakója, 14 háztartása és 12 családja volt. A népsűrűség 8,2 fő/km2. A lakóegységek száma 18, sűrűségük 3,3 db/km2. A lakosok 86,7%-a fehér,     4,4%-a egyéb, 8,9%-a pedig kettő vagy több etnikumú. A spanyol vagy latino származásúak aránya 2,2% (2,2% mexikói,   )
A háztartások 50%-ában élt 18 évnél fiatalabb. 78,6% házas, 7,1% egyedülálló nő,  14,3% pedig nem család. 14,3% egyedül élt; 7,1%-uk 65 éves vagy idősebb. Egy háztartásban átlagosan 3,21 személy élt; a családok átlagmérete 3,58 fő.
A medián életkor 36,8 év volt. Lakóinak 37,8%-a 18 évesnél fiatalabb, 2,2% 18 és 24 év közötti, 33,3%-uk 25 és 44 év közötti, 17,8%-uk 45 és 64 év közötti, 6,7%-uk pedig 65 éves vagy idősebb. A lakosok 55,6%-a férfi, 44,4%-a pedig nő.

## Fordítás
Ez a szócikk részben vagy egészben  a   Tetherow, Oregon című angol Wikipédia-szócikk ezen változatának fordításán alapul.  Az eredeti cikk szerkesztőit annak laptörténete sorolja fel. Ez a jelzés csupán a megfogalmazás eredetét és a szerzői jogokat jelzi, nem szolgál a cikkben szereplő információk forrásmegjelöléseként.